# 广宁观
广宁观，又称天仙宫，俗称娘娘庙，是位于北京崇文门外南岗子街的一座道教宫观。现已无存。

## 历史
广宁观主祀斗母娘娘，由道士主持。广宁观是妙峰山的下院，每年四月十八开庙一天，从妙峰山下山的香客以及未能上山的香客均到广宁观烧香，故广宁观有“小妙峰”之称。
庙会于中华人民共和国成立后停办，广宁观被改为民居。1992年，广宁观建筑被拆除，居民搬迁。 

## 建筑
广宁观有大殿及后殿，共两个院落。

## 庙会
每逢农历四月十五至十九，广宁观举办庙会5天。庙会北起北岗子街北口，南至南岗小街南口，东起文昌宫，西到营房宽街北口。
庙会期间香客众多。庙会期间，特别是集中在农历四月十八日，还有来自南顶、妙峰山等处的香会来到广宁观。香会会首头包黄布巾，手执黄龙旗，会友们穿黄布坎肩、黄布套裤，均背一面大铜锣，两两相对，走一步敲一声锣，锣声震天。庙会还设有茶棚，免费接待香会会友和香客喝茶、休息。